# Sjenako
Sjenako (Georgisch:შენაქო) is een bergdorp in het noordoosten van Georgië, gelegen in de gemeente Achmeta in de regio Kacheti. Het dorp ligt is gesitueerd op ongeveer 1930 meter boven zeeniveau in het Nationaal park Toesjeti, dat in de historische regio Toesjeti ligt. Sjenako ligt enkele kilometers ten oosten van het hoofddorp in Toesjeti, Omalo en ligt hemelsbreed 100 kilometer ten noordoosten van hoofdstad Tbilisi. Het is net al de rest van Toesjeti slechts een paar maanden per jaar bereikbaar over de weg.

## Geschiedenis

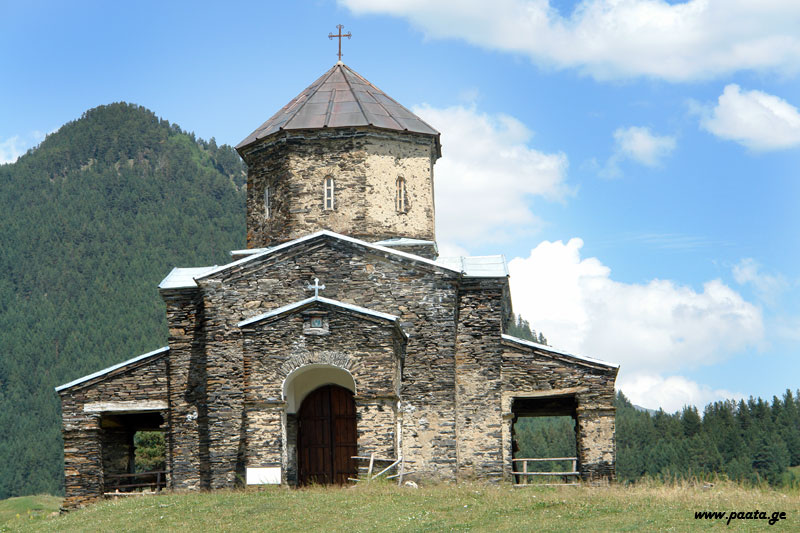
Orthodoxe kerk in Sjenako (19e eeuw)

Sjenako is met Omalo een van de eerste plekken in Toesjeti waar mensen neerstreken. Archeologische vondsten uit de late bronstijd en vroege ijzertijd duiden daarop. Tijdens de Kaukasusoorlog in de 19e eeuw, stuurde de Avaarse leider Sjamil geregeld troepen naar de Georgische regio's Toesjeti en Chevsoeretië. In 1836 werd Sjenako belegerd en in 1846 nog een keer aangevallen en afgebrand, evenals het nabijgelegen Diklo. In 1873 had het dorp meer huishoudens dan Omalo, het centrum van Toesjeti (42 om 36). Opvallend in het dorp is de 19e-eeuwse orthodoxe Sint Joriskerk, met een voor Toesjeti atypisch kruiskoepelkerk ontwerp, gebouwd van leisteen en kalksteen en is beschermd cultureel erfgoed. De kerk staat op het hoogste punt in het dorp.
Alhoewel er in de eerste helft van de Sovjet-Unieperiode nog pogingen werden gedaan de bevolking in Toesjeti te verlichten naar het model van de communistische heilstaat, bleven resultaten uit waardoor er in de jaren 1950 een hervestigingsbeleid naar de vlakte van Kacheti in werd gezet. Dit was naar met name de dorpen Kvemo en Zemo Alvani aan de Alazanirivier. Deze dorpen, op enkele kilometers van Achmeta, waren al in de 19e eeuw gesticht als overwinteringsoord voor de inwoners van Toesjeti. De ontvolking van Toesjeti en dus ook Sjenako werd in latere jaren nog gepoogd terug te draaien, maar dat faalde. Met de volkstelling van 2014 werden 4 permanente inwoners in het dorp geteld. Sommige families verblijven in de zomermaanden in Sjenako voor het toerisme, maar ook schaapsherders die de jaarlijkse trek maken met hun schapen over de bergen.

## Demografie
Volgens de volkstelling van 2014 had Sjenako 4 inwoners. Alle inwoners waren toen Georgisch en van de etnische subgroep Toesjeten.
| Aantal                                                 | 245 |  | 7 | 4 |
| Verantwoording data: 1923, volkstellingen 2002 en 2014 |     |  |   |   |

## Bezienswaardigheden
- St Joriskerk - 19e-eeuwse kruiskoepelkerk met een voor Toesjeti unieke verschijning. Pas in de 19e eeuw werden in Toesjeti kerken gebouwd.[4]
- Huismuseum van Garsevan Koerdglaidze, eerste Georgiër die voet zette op Antarctica.

## Vervoer
Sjenako is vanuit de rest van Georgië alleen bereikbaar via de nationale route Sh44 (Psjaveli - Omalo) over de 2926 meter hoge Abanopas. Deze grotendeels onverharde weg staat berucht om de steile en smalle klim naar de Abanopas.

## Geboren
- Garsevan Koerdglaidze (1920-1983), wetenschapper en geograaf. Eerste Georgiër die voet zette op Antarctica als deelnemer aan de derde Sovjet expeditie naar het continent in 1957-1959.[11]